# Слепян, Эрик Иосифович
Эрик Иосифович Слепян (23 июня 1931, Ленинград — 2 мая 2021, Санкт-Петербург, Россия) — советский и российский эколог, патофизиолог растений, доктор биологических наук, профессор.

## Биография
Родился 23 июня 1931 года в Ленинграде. Окончил в 1950 году среднюю школу № 222 г. Ленинграда (бывшая Петришуле). В 1955 году окончил биолого-почвенный факультет ЛГУ по кафедре зоологии беспозвоночных. С 1956 года по представлению М. Н. Римского-Корсакова, стал членом Всесоюзного географического общества.
В 1963 году защитил кандидатскую диссертацию «Морфолого-анатомическое исследование патологических новообразований на деревьях и кустарниках Средней Азии (в связи с биологией их возбудителей)», а 19 октября 1968 года на заседании объединённого учёного совета при Отделении биологических и химических наук АН Молдавской ССР состоялась защита его диссертации на соискание ученой степени доктора биологических наук («Галлогенез и паразитарный тератогенез у растений»).
За время своей научной деятельности Э. И. Слепян организовал более 30 биологических экспедиций в различные регионы России. Результаты его исследований опубликованы в более чем 600 научных работах.
Являлся действительным членом (академиком) ряда общественных организаций, занимающихся вопросами экологии и сохранения природы: Российской экологической академии; Жилищно-коммунальной академии РФ; Международной академии информатизации; Международной академии наук, экологии, безопасности человека и природы; Нью-Йоркской академии наук (New York Academy of Sciences); Российской академии промышленной экологии; Академии туризма РФ, РАЕН (с 2008).
Является также учредитель и действительным членом ассоциации "Клуб «Невский проспект»; учредителем Балтийского фонда экологической безопасности и членом центрального правления Ядерного общества России. Исполняет обязанности заведующего кафедрой экологии Международного банковского института.
Накануне 2000 года Э. И. Слепян был избран и утверждён членом президиума и руководителем Северо-Западного Центра Национального комитета экологической безопасности.
Основатель научной школы в области экологической патологии; учредитель Ассоциации "Клуб «Невский проспект», Балтийского фонда экологической безопасности; вице-президент фонда «Туризм — Санкт-Петербургу»; член редколлегий журналов «Региональная экология», «Жизнь и безопасность», главный редактор журнала «Биосфера».
Э. И. Слепян более 30 лет читал лекции в российских и зарубежных школах. В течение 16 лет руководил городским экологическим семинаром.
В последнее время являлся генеральным директором Прикладного и научно-исследовательского академического центра производственного биоэкологического контроля и экологического прогнозирования.

## Семья
- Отец — Иосиф Филиппович Слепян (25 декабря 1891 — 25 февраля 1955), уроженец Ковно, выпускник юридического факультета Петроградского университета, служил директором цирков Орджоникидзе, Фрунзе, Киева и Ленинграда, ЦПКиО имени С. М. Кирова и Мосгосэстрады[3].
- Бабушка — Мина Лазаревна Слепян (в девичестве Левина, 1876—1930)[4]. Дед — Липа Иосифович (Филипп Осипович) Слепян (1863—?), доктор медицины.
- Дядя — Юлий Филиппович Слепян (30 сентября 1895 — 5 мая 1954), главный редактор Ленинградского отделения издательства «Наука»[5].
- Тётя — Дориана Филипповна Слепян (псевдоним Дориана Рубинштейн, 1902—1972), актриса, драматург.

Был женат, имел трёх дочерей. Любитель домашних животных. Кроме собак, в его доме в разное время проживали красный коршун, различные породы обезьян, домашняя коза, змеи и вараны.

## Основные научные работы
- «Архитектура, строительство, экология», сборник статей (под ред. Э. И. Слепяна, В. Регена), СПб. 2006, 2007;
- «Безопасность большого города» сборник статей (под ред. Э. И. Слепяна), Изд-во Сергея Ходова, 2007;
- «Биологическая индикация в антропоэкологии : Материалы Второго Всесоюз. совещ. по космич. антропоэкологии», под ред. Э. И. Слепяна, Ленинград, 2-6 июня 1984;
- «Гигиена и санитария : библиография журнала (1932—2005 гг.), содержание, значение, перспективы» (в 2 т.) (под ред. Э. И. Слепяна и Г. Н. Фельдштейна) ; Науч.-инженерный центр «Потенциал-2», Санкт-Петербург : Изд-во Сергея Ходова, 2009;
- «Озеленение, проблемы фитогигиены и охрана городской природной среды» (сб науч. ст.] / АН СССР, Зоологический институт, Науч. совет по пробл. охраны окружающей среды Междувед. координац. совета АН СССР в Ленинграде, (под ред. Э. И. Слепяна, Ю. И. Ходакова), Ленинград, Зоологический институт, 1984;
- «Охрана природы и применение химических средств в сельском и лесном хозяйстве» (сб. статей] / АН СССР, Зоол. ин-т и др.; Под ред. Э. И. Слепяна, Ленинград, Зоологический институт, 1981;
- «Природа Ленинградской области и её охрана» / [Л. С. Евтеева, Р. М. Коронатова, В. И. Кузнецов, Э. И. Слепян и др.; Вступ. ст. И. Ф. Соколова, Лениздат, 1983;
- «Проблемы фитогигиены и охрана окружающей среды» (сб. ст.) / АН СССР, Зоологический институт; Под ред. Э. И. Слепяна, Зоологический институт, 1981;
- Слепян, Э. И. Патологические новообразования и их возбудители у растений: Галлогенез и паразитарный тератогенез. — Л.: Наука, Ленингр. отд-ние, 1973. — 512 с.
- «Растения и химические канцерогены», Ботанический институт им. В. Л. Комарова, Комитет по канцерогенным веществам и мерам профилактики, изд. Наука, Ленингр. отд-ние, 1979.
- Шапиро И. Д., Вилкова Н. А., Слепян, Э. И. Иммунитет растений к вредителям и болезням. — М.: Агропромиздат, 1986. — 192 с.

## Научно-популярные издания
- «Домики на листьях: фотокнижка»; фото автора.-Ленинград: Дет.лит., 1975.-20с.: ил.
- «Судьба золотого початка» — Л. : Дет. лит., 1977. — 33 с. : ил.
- «Жизнь подземного клубня», (для мл. возраста), Детская литература, 1980;